# Laguna Carén
La Laguna Carén es un cuerpo superficial de agua dulce ubicado en la comuna de Pudahuel de la Región Metropolitana de Santiago y es parte del 'Parque Científico Tecnológico Laguna Carén' de la Universidad de Chile. Es una laguna artificial creada para el depósito de relaves mineros a partir de 1982.

## Ubicación y descripción
La laguna está ubicada unos kilómetros al oeste del aeropuerto internacional de Pudahuel. Por el sur colinda con el cerro Lo Aguirre y por el oeste con el cerro Bustamante (1853 m s. n. m.). 
Su formación se debe a un muro de contención de tierra compactada producto de la acumulación de relaves mineros que se alza 6 metros sobre el nivel más bajo del suelo y una longitud de 100 metros . Tiene 6 compuertas que permiten regular el nivel de las aguas.: 20 
Un estudio en terreno de la laguna aportó los siguientes datos morfológicos del cuerpo de agua:: 23 
- Volumen: 839304,9 m³
- Área: 306692,5 m²
- Profundidad media: 0,56 m
- Profundidad máxima: 3,4 m

Es alimentada por el estero Carén (Lampa) (no confundir con el estero Carén (Alhué) ubicado al sur de la Región Metropolitana) alimentado por tres cuencas aledañas: Lo Aguirre de 6800 hectáreas, Noviciado de 4300 ha y Lipangue, cuya descarga en la laguna esta restringida por la infraestructura del canal La Punta.
La laguna descarga sus aguas a través del estero Lampa, poco antes de su desembocadura en el río Mapocho.: 20 

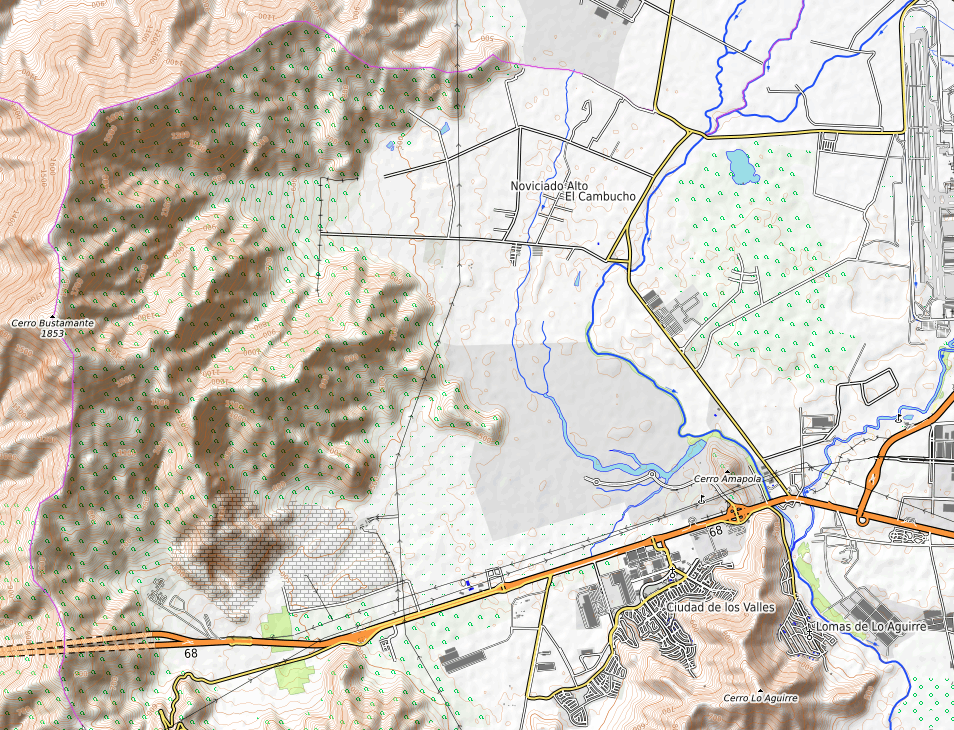
Cuenca hidrográfica de la laguna. A la derecha de aprecia el aeropuerto de Pudahuel. Mapa desarrollado por OpenTopoMap.

## Historia
Recibe su nombre del mapudungun karv we, "Lugar verde".

## Población, economía y ecología
El informe citado enumera la función de la laguna:: 21  Los servicios ecosistémicos que presta la laguna consisten en: ser receptor de la materia orgánica y nutrientes que acarrean las aguas que drenan sus cuencas aportantes, almacén de volumen de agua en sector árido, hábitat de múltiples especies de flora y fauna como: patos, garzas, taguas, treiles, lechuzas, hualas, loicas, coipos, juncales, totorales, eucaliptos, espinos, etc., sistema de saneamiento de agua, regulación del microclima, sitio deportivo como remo, kayak y pesca, lugar de recreación y esparcimiento en contacto con un ecosistema acuático aledaño a zonas urbanas, entre muchos más.

### Problemas ecológicos
La laguna Carén es un humedal (ocupa el 1% del área del valle) fuertemente amenazado por impactos antrópicos y con capacidad de acoger aproximadamente el 50% de la flora y fauna de la zona.
En 1994, el terreno se encontraba protegido como parque metropolitano según el Plan Regulador Metropolitano de Santiago.